# Дорохіна Любов Олексіївна
Любо́в Олексі́ївна Доро́хіна — українська диригентка, музична педагогиня.

## Життєпис
Народилася 1961 року в Краснодарі. Закінчила Краснодарське музичне училище ім. М. А. Римського-Корсакова по класу «Хорове диригування», у 1985 році — Воронезьку академію мистецтв, по класу професора А. С. Сівіз'янова. Проходила аспірантуру за спеціальністю «Теорія та історія культури», захистила кандидатську дисертацію по темі «Богослужебний спів в музичній культурі Чернігівщини на початку ХХ ст.» (науковий керівник доктор мистецтвознавства, проф. С. В. Тишко). Кандидатка мистецтвознавства (2002), 2003 — доцентка.
У науковому доробку Дорохіної — понад 30 наукових та науково-методичних робіт, опублікованих у виданнях Башкортостану, Росії та України.
На четвертому та сьомому Всеукраїнських юнацьких конкурсах вокальної та диригентської майстерності проводила майстер-класи з хорового диригування.
Як диригентка керувала мішаним хором музичного факультету, згодом — курсовими жіночими хорами; в подальшому — керує хором «Любава» Ніжинського державного університету імені Миколи Гоголя.
Викладає предмети: хорове аранжування, хорове диригування, хоровий клас, хорознавство, також читає спецкурси «Дитяча хорова література», «Історія та теорія диригентсько-хорового мистецтва» (для судентів-магістрів), «Читання хорових партитур».
В час роботи у Ніжині працювала керівницею Народної хорової капели механічного заводу, також керувала самодіяльністю заводу «Ніфар».
З 2000 року керує Академічним хором Ніжинського училища культури і мистецтв ім. М.Заньковецької.
2002 року захистила кандидатську дисертацію: «Богослужебний спів в музичній культурі Чернігівщини на початку ХХ ст.», науковим керівником був доктор мистецтвознавства, професор, доктор музикознавства С. В. Тишко.
Хорові колективи під керівництвом Дорохіної виступали з концертами в країнах Європи (Польща, Чехія, Болгарія), а також у багатьох містах України (Львів, Київ, Харків, Дніпропетровськ, Ніжин, Чернігів та ін.).

## Нагороди та звання
- 2003 — відмінниця освіти України.
- Почесна грамота Міністерства освіти України — 1988,
- Почесна відзнака «Орден за видатні досягнення у музичному мистецтві»,
- Почесна грамота «Кавалер Відзнаки» Чернігівського та Сумського єпархіального управління УПЦ Київського Патріархату,
- Грамота Чернігівської обласної адміністрації.